# Château de Monrecour

Le château de Monrecour, ou de Monrecours, est une demeure néo-Renaissance française du département de la Dordogne, en région Nouvelle-Aquitaine.

## Localisation
Le château de Monrecour (ou de Monrecours) est situé en Périgord noir, dans le quart sud-est du département de la Dordogne, sur la commune de Saint-Vincent-de-Cosse, dans la plaine alluviale de la Dordogne, une centaine de mètres au nord de la route départementale 703.
Il fait partie de l'ensemble dit de la « vallée des six châteaux », entre Vézac et Saint-Cyprien, avec les châteaux de Marqueyssac, Castelnaud, Fayrac, les Milandes et Beynac.

## Historique et architecture
Le château a été la propriété successive des familles Secrestat, David et Escande.
De style néo-Renaissance, il recèle un remarquable mobilier dont des boiseries du XVIIe siècle provenant de la chartreuse de Vauclaire.
Il se compose d'un logis orienté est-ouest encadré à l'est par deux tours carrées, le tout éclairé par des fenêtres à meneaux.
Il a été aménagé en hôtellerie, restaurant et gites.

## Photothèque

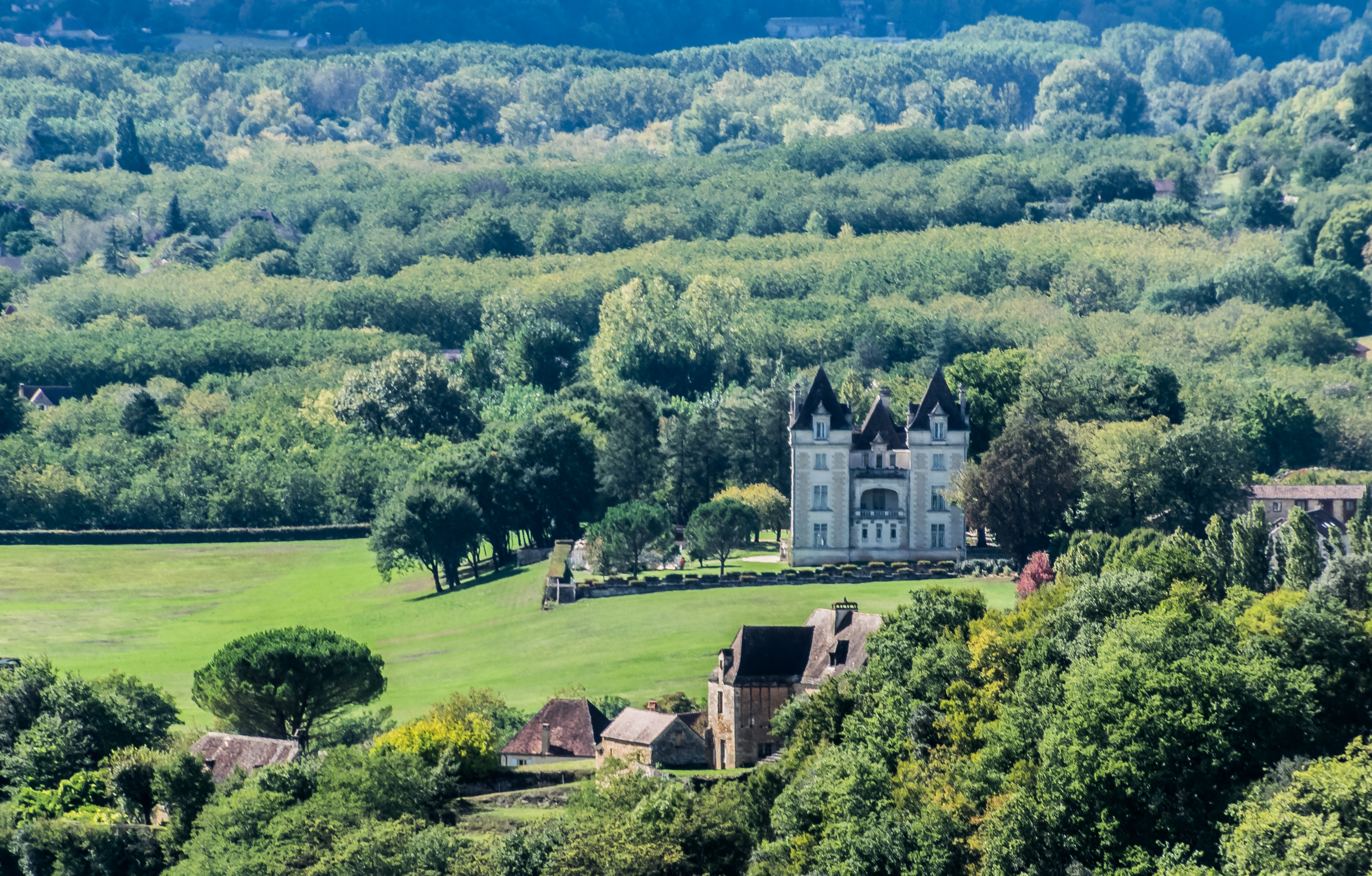
Vue prise depuis le château de Beynac.
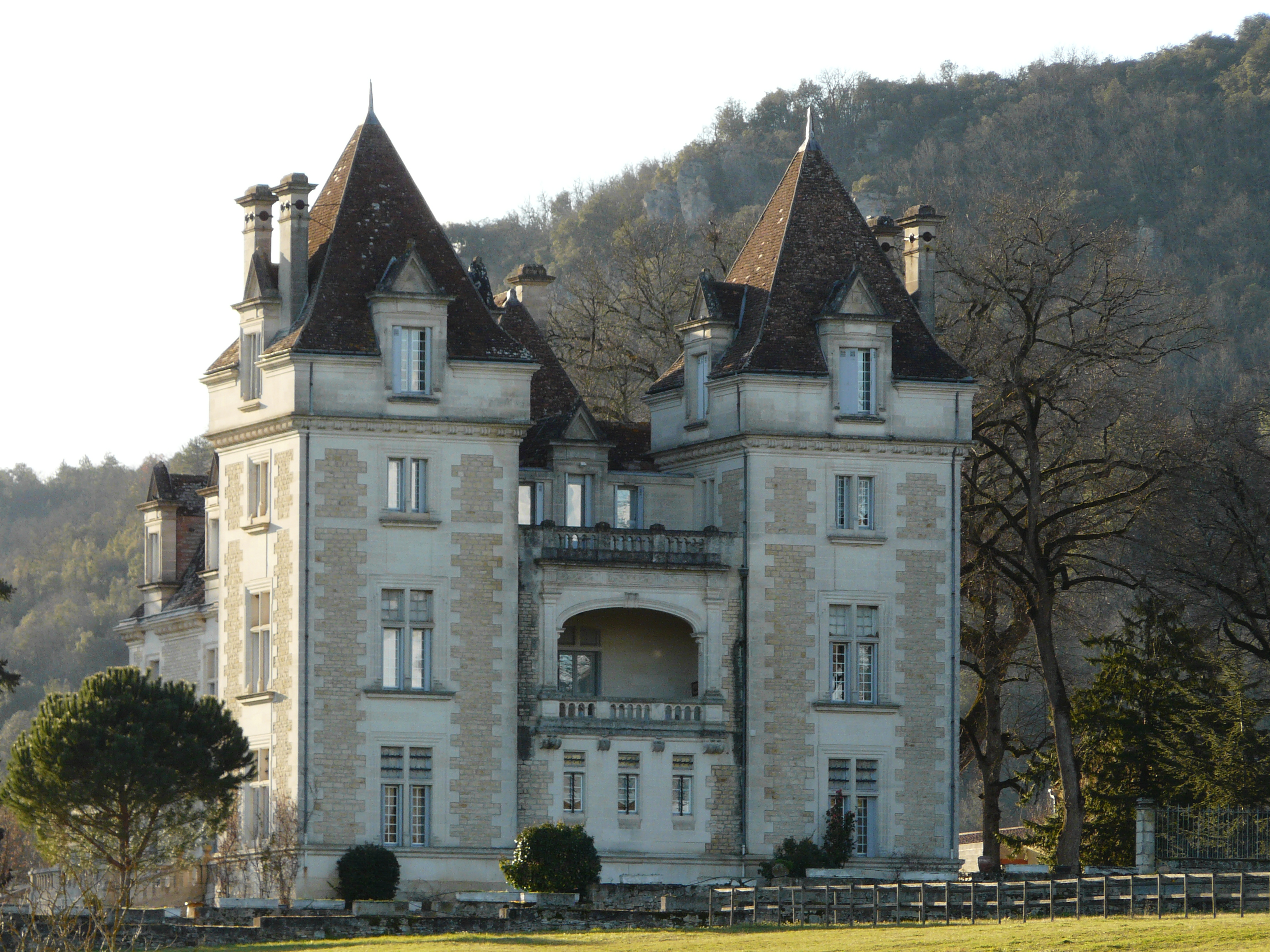
Les deux tours du côté oriental.